# Immert (België)
Immert is de naam van een plaats ten westen van Leopoldsburg.
Aanvankelijk maakte dit gebied als Asdonkerheide deel uit van het Kamp van Beverlo, maar in 1854 werd besloten om het oefenterrein meer in oostelijke richting uit te breiden, zodat het gebied vrijkwam voor verkoop. De gemeente Bourg-Léopold, later Leopoldsburg geheten, gaf 170 ha heide uit in de vorm van percelen.
Hier ontstond dan Immert, genoemd naar de Iemervijver, een moerasgebied met visvijvers op de overgang van het droge Kempens Plateau naar de vochtige vallei van de Grote Nete. Ten noorden van Immert stroomt de Asbeek in westwaartse richting naar de Grote Nete.
Immert behoorde tot twee families: Debry en Henrard, die een kasteeltje respectievelijk een villa in het gebied bezaten. De bewoners van Immert waren militairen en mijnwerkers, werkzaam in de Steenkoolmijn van Beringen. Geleidelijk groeide het bevolkingsaantal naar ongeveer 500.
In 1929 kwam er een schooltje. In 1948 werd een kleine kapel tegen het schooltje aan gebouwd, waar Missen werden gelezen en elk jaar op 4 december het feest van de Heilige Barbara, patrones der mijnwerkers, werd gevierd. In 1989 werd de mijn echter gesloten, en in 1994 werd de Heilige Barbara dan ook voor het laatst gevierd.
Direct ten westen van Immert bevinden zich de Gerheserbossen.